# Woodbridge (Ontario)
Woodbridge [ˈwʊdˌbɹɪdʒ] ist einer der fünf Stadtbezirke von Vaughan, nördlich von Toronto. Im Jahr 2016 lebten hier 105,228 Einwohner.
Woodbridge war früher eine unabhängige Gemeinde und fusionierte 1971 mit den umliegenden Gemeinden zur Stadt Vaughan. Der Altstadtkern ist die Woodbridge Ave. zwischen Islington Avenue und Kipling Avenue nördlich des Highway 7 (Ontario). In Woodbridge leben viele italienische Einwanderer.